# Romanel-sur-Morges
Romanel-sur-Morges es una comuna suiza del cantón de Vaud, situada en el distrito de Morges. Limita al norte con la comuna de Aclens, al este y sureste con Bremblens, y al suroeste y oeste con Echichens.
Hasta el 31 de diciembre de 2007 la comuna formó parte del distrito de Morges, círculo de Colombier.